# Lea Ritter-Santini
Lea Ritter-Santini (* 21. März 1928 in Rimini; † 5. Juni 2008 in Münster) war eine italienisch-deutsche Germanistin und Literaturkritikerin.

## Leben und Lehre
Lea Ritter-Santini wuchs in Bologna auf, wo sie ihre Lehrtätigkeit begann. Sie lehrte nach Stationen an verschiedenen europäischen Universitäten deutsche Literatur und vergleichende Literaturwissenschaft an der Universität Münster. Sie war dem Umfeld von Il Mulino (dessen Präsident ihr Bruder Gerardo war) verbunden. In diesem Rahmen veröffentlichte sie viele ihrer Werke. Hier verwies sie auf „wesentliche Bücher von Blumenberg, Ohly, Koehler [...], Heinrich und Golo Mann, Heinrich Lausberg (dessen Lieblingsschülerin sie war), Bruno Snell, Hannah Arendt, Heinrich Böll“. Ritter-Satini verstand sich als Ikonologin und Ideenhistorikerin und hat Studien zu den Beziehungen der deutschen und der italienischen Literatur von den Anfängen bis zur Gegenwart vorgelegt. Sie war Mitglied der Deutschen Akademie für Sprache und Dichtung in Darmstadt, Preisträgerin des Nationalen Literaturpreises von Pisa und des Feltrinelli-Preises. Ihre Bibliothek und ihr Archiv hat sie der Fondazione Centro di studi storico-letterari Natalino Sapegno übergeben.
Ritter-Santini war verheiratet mit dem Professor für Zahn-, Mund- und Kieferheilkunde Walter Ritter (Zahnmediziner).

## Wichtige Werke
- L’italiano Heinrich Mann, Bologna, Il mulino, 1965
- Lesebilder: Essays zur europäischen Literatur, Stuttgart, Klett-Cotta, 1978
- Le immagini incrociate, Bologna, Il mulino, 1986
- Nel giardino della storia, Bologna, Il mulino, 1988
- Lessing e le vespe: il viaggio in Italia di un illuminista, Bologna, Il mulino, 1991
- Ritratti con le parole, Bologna, Il mulino, 1994
- Ganymed: ein Mythos des Aufstiegs in der deutschen Moderne, München-Wien, Hanser, 2002. (Übersetzung aus dem Italienischen von Birgit Schneider).
- Die europäische République des lettres in der Zeit der Weimarer Klassik. Im Auftr. der Klassik Stiftung Weimar / Herzogin Anna Amalia Bibliothek. Hrsg. von Michael Knoche und Lea Ritter-Santini. Göttingen, Wallstein, 2007